# Eishockey-Europapokal 1982/83
Der Eishockey-Europapokal in der Saison 1982/83 war die 18. Austragung des gleichnamigen Wettbewerbs durch die Internationale Eishockey-Föderation IIHF. Der Wettbewerb begann im Oktober 1982; das Finale wurde im August 1983 ausgespielt. Insgesamt nahmen 16 Mannschaften teil. Der ZSKA Moskau verteidigte zum fünften Mal in Folge den Titel.

## Modus und Teilnehmer
Die Landesmeister des Spieljahres 1981/82 der europäischen Mitglieder der IIHF waren für den Wettbewerb qualifiziert. Der Wettbewerb wurde im K.-o.-System in Hin- und Rückspiel ausgetragen. Das Finale wurde in einer Vierergruppe im Modus Jeder-gegen-Jeden ausgespielt.
| - VEU Feldkirch - CSG Grenoble - Vålerenga IF Oslo - Steaua Bukarest - CH Casco Viejo Bilbao - Újpesti Dózsa Budapest - EHC Arosa - SC Dynamo Berlin | - HC Bozen (gesetzt für die 2. Runde) - Feenstra Flyers Heerenveen (gesetzt für die 2. Runde) - HK Jesenice (gesetzt für die 2. Runde) - AIK Stockholm (gesetzt für die 2. Runde) - Tappara Tampere (gesetzt für die 3. Runde) - SB Rosenheim (gesetzt für die 3. Runde) - ASD Dukla Jihlava (gesetzt für die 3. Runde) - ZSKA Moskau (Titelverteidiger; gesetzt für die 3. Runde) |

## Turnier

### 1. Runde
Die Spiele der ersten Runde wurden am 14. und 28. Oktober 1982 ausgetragen. Acht Mannschaften spielten die vier Qualifikanten für die zweite Runde aus.
|                       |                        | Gesamt | 1. Spiel | 2. Spiel               |
| --------------------- | ---------------------- | ------ | -------- | ---------------------- |
| CH Casco Viejo Bilbao | CSG Grenoble           | 13:6   | 7:21     | 6:42                   |
| Steaua Bukarest       | Újpesti Dózsa Budapest | 14:7   | 11:52    | 3:23                   |
| Vålerenga IF Oslo     | SC Dynamo Berlin       | 4:22   | 2:6      | 2:16                   |
| VEU Feldkirch         | EHC Arosa              | 6:7    | 4:2      | 2:4 n. V. → 3:4 n. P.4 |

1 Fand am 12. Oktober 1982 statt.

2 Fand am 27. Oktober 1982 statt.

3 Fand am 29. Oktober 1982 statt.

4 Fand am 21. Oktober 1982 statt.

### 2. Runde
Die Spiele der zweiten Runde wurden am 11. und 25. November 1982 ausgetragen. Die vier Sieger der ersten Runde sowie die vier gesetzten Teilnehmer –  Feenstra Flyers Heerenveen,  HK Jesenice,  AIK Stockholm und  HC Bozen – spielten die vier Qualifikanten für die dritte Runde aus.
|                       |                            | Gesamt | 1. Spiel | 2. Spiel |
| --------------------- | -------------------------- | ------ | -------- | -------- |
| CH Casco Viejo Bilbao | Feenstra Flyers Heerenveen | 9:20   | 8:11     | 1:9      |
| SC Dynamo Berlin      | AIK Stockholm              | 11:12  | 2:7      | 9:5      |
| Steaua Bukarest       | HC Bozen                   | 1:81   | 1:5      | 0:3      |
| EHC Arosa             | HK Jesenice                | 15:7   | 6:2      | 9:72     |

1 Beide Spiele fanden in Bozen statt.

2 Fand in Chur statt.

### 3. Runde
Die Spiele der dritten Runde wurden am 28. Dezember 1982 und 4. Januar 1983 ausgetragen. Die vier Sieger der zweiten Runde sowie die vier gesetzten Teilnehmer –  Tappara Tampere,  SB Rosenheim,  ASD Dukla Jihlava und der Titelverteidiger  ZSKA Moskau – spielten die vier Qualifikanten für das Finalturnier aus.
|                            |                   | Gesamt | 1. Spiel | 2. Spiel |
| -------------------------- | ----------------- | ------ | -------- | -------- |
| HC Bozen                   | ZSKA Moskau       | 3:23   | 2:111    | 1:122    |
| Feenstra Flyers Heerenveen | Tappara Tampere   | 5:163  | 2:11     | 3:5      |
| AIK Stockholm              | SB Rosenheim      | 10:11  | 6:3      | 4:8      |
| EHC Arosa                  | ASD Dukla Jihlava | 3:7    | 1:34     | 2:45     |

1 Fand am 3. Dezember 1982 statt.

2 Fand am 4. Dezember 1982 statt.

3 Beide Spiele fanden in Heerenveen statt.

4 Fand am 1. Januar 1983 statt.

5 Fand am 3. Januar 1983 in Chur statt.

### Finalturnier
Das Finalturnier wurde vom 25. bis 28. August 1983 im finnischen Tampere ausgetragen. Die Spiele fanden im 7.800 Zuschauer fassenden Hakametsä statt.
| 25. August 1983 | Tappara Tampere Erkki Lehtonen Pertti Valkeapää Timo Susi | 3:3 (0:0, 2:2, 1:1) | ASD Dukla Jihlava Libor Dolana (2) Augustin Žák | Hakametsä, Tampere |

| 25. August 1983 | SB Rosenheim Ernst Höfner | 1:5 (0:4, 0:1, 1:0) | ZSKA Moskau Wiktor Schluktow (2) Igor Larionow Sergei Nemtschinow Alexander Gerassimow | Hakametsä, Tampere |

| 26. August 1983 | ZSKA Moskau Irek Gimajew (2) Nikolai Drosdezki | 3:1 (1:0, 0:0, 2:1) | ASD Dukla Jihlava Libor Dolana | Hakametsä, Tampere |

| 26. August 1983 | Tappara Tampere Vesa Launis Jorma Sevon Hannu Haapalainen | 3:3 (1:1, 2:0, 0:2) | SB Rosenheim Ernst Höfner (2) Markus Berwanger | Hakametsä, Tampere |

| 28. August 1983 | ASD Dukla Jihlava Milan Chalupa Jiří Dudáček Antonín Mička Libor Dolana Petr Klíma | 5:0 (0:0, 3:0, 2:0) | SB Rosenheim | Hakametsä, Tampere |

| 28. August 1983 | Tappara Tampere | 0:6 (0:1, 0:2, 0:3) | ZSKA Moskau Sergei Makarow (3) Alexander Sybin Andrei Chomutow Sergei Starikow | Hakametsä, Tampere |

| Pl. |                   | Sp | S | U | N | Tore  | Punkte |
| --- | ----------------- | -- | - | - | - | ----- | ------ |
| 1.  | ZSKA Moskau       | 3  | 3 | 0 | 0 | 14:02 | 6:0    |
| 2.  | ASD Dukla Jihlava | 3  | 1 | 1 | 1 | 09:06 | 3:3    |
| 3.  | Tappara Tampere   | 3  | 0 | 2 | 1 | 06:12 | 2:4    |
| 4.  | SB Rosenheim      | 3  | 0 | 1 | 2 | 04:13 | 1:5    |

#### Beste Scorer
Abkürzungen: G = Tore, A = Assists, Pts = Punkte; Fett: Turnierbestwert
| Spieler              | Team      | G | A | Pts |
| -------------------- | --------- | - | - | --- |
| Libor Dolana         | Jihlava   | 4 | 1 | 5   |
| Sergei Makarow       | Moskau    | 3 | 1 | 4   |
| Augustin Žák         | Jihlava   | 1 | 3 | 4   |
| Ernst Höfner         | Rosenheim | 3 | 0 | 3   |
| Alexander Gerassimow | Moskau    | 2 | 1 | 3   |
| Timo Susi            | Tampere   | 2 | 1 | 3   |
| Wiktor Schluktow     | Moskau    | 1 | 2 | 3   |
| Sergei Starikow      | Moskau    | 1 | 2 | 3   |
| Jindřich Micka       | Jihlava   | 1 | 2 | 3   |
| Andrei Chomutow      | Moskau    | 2 | 0 | 2   |
| Irek Gimajew         | Moskau    | 2 | 0 | 2   |

### Siegermannschaft
| Europapokalsieger ZSKA Moskau | Torhüter: Wladislaw Tretjak, Alexander Tyschnych Verteidiger: Sergei Babinow, Wjatscheslaw Fetissow, Sergei Gimajew, Alexei Kassatonow, Igor Martynow, Sergei Starikow, Igor Stelnow, Wladimir Subkow Angreifer: Wjatscheslaw Bykow, Andrei Chomutow, Nikolai Drosdezki, Alexander Gerassimow, Irek Gimajew, Wladimir Krutow, Igor Larionow, Alexander Lobanow, Sergei Makarow, Igor Mischukow, Sergei Nemtschinow, Wiktor Schluktow, Alexander Sybin, Michail Wassiljew Cheftrainer: Wiktor Tichonow |